# Air Wisconsin
Air Wisconsin Airlines Corporation, действующая под Air Wisconsin Airlines и United Airlines/HDNOZ, — региональная авиакомпания Соединённых Штатов Америки, базирующаяся в Региональном аэропорту округа Атагама, Гринвилл (Висконсин), США.
Компания работает под торговой маркой (брендом) US Airways Express магистральной авиакомпании US Airways, выполняя рейсы в аэропорты 70 городов США и Канады на реактивных самолётах регионального класса. В качестве узловых аэропортов Air Wisconsin Airlines использует Национальный аэропорт Вашингтона имени Рональда Рейгана и Международный аэропорт Филадельфии. Авиакомпания также осуществляет наземное сервисное обслуживание для компаний United Airlines и Northwest Airlines в тридцати аэропортах США.

## История

Логотип авиакомпании Air Wisconsin в 1965—1994-е годы

Авиакомпания Air Wisconsin была основана в 1965 году с целью обеспечения регулярного авиасообщения между городами Чикаго и Эпплтон (Висконсин) и начала коммерческие перевозки 23 августа 1965 года.
В 1985 году произошло объединение Air Wisconsin с небольшим перевозчиком Mississippi Valley Airlines, объединённая авиакомпания продолжила свою деятельность под брендом Air Wisconsin. В 1990 году компания приобрела денверскую авиакомпанию Aspen Airways, а год спустя была сама приобретена магистральной авиакомпанией United Airlines, впоследствии продолжив коммерческие перевозки под торговой маркой United Express и став крупнейшим региональным авиаперевозчиком США в 1980-х годах.
В 1993 году Air Wisconsin была продана управляющей компании CJT Holdings и переименована в Air Wisconsin Airlines Corporation (AWAC), поскольку бывший владелец United Airlines в то время сохранял права на торговую марку Air Wisconsin. В феврале 1998 года CJT Holdings поглощает очередного авиаперевозчика Mountain Air Express и расширяет маршрутную сеть перевозок в направлении западной части страны. В это же время AWAC работает под торговой маркой AirTran JetConnect региональной авиакомпании AirTran Airways, однако в июле 2004 года компании расторгают партнёрский договор.
Несмотря на значительные уступки в переговорах с профсоюзами, Air Wisconsin оказалась не в состоянии обеспечить долгосрочное партнёрство и выполнить ряд условий United Airlines, и в апреле 2005 года Юнайтед расторгла код-шеринговый договор и соглашение на использование торговой марки United Express. Последний рейс авиакомпании под брендом United Express состоялся 16 апреля 2006 года.
В конце 2006 года Air Wisconsin проинвестировала 175 миллионов долларов США в коммерческую деятельность другой авиакомпании US Airways, в результате чего между авиакомпаниями был заключён договор на использование торговой марки региональных перевозок US Airways Express. В настоящее время AWAC работает исключительно под данным брендом, используя в качестве хабов перевозок Национальный аэропорт Вашингтона имени Рональда Рейгана и Международный аэропорт Филадельфии.
По состоянию на март 2007 года в авиакомпании работало 2294 сотрудников.

## Направления полётов

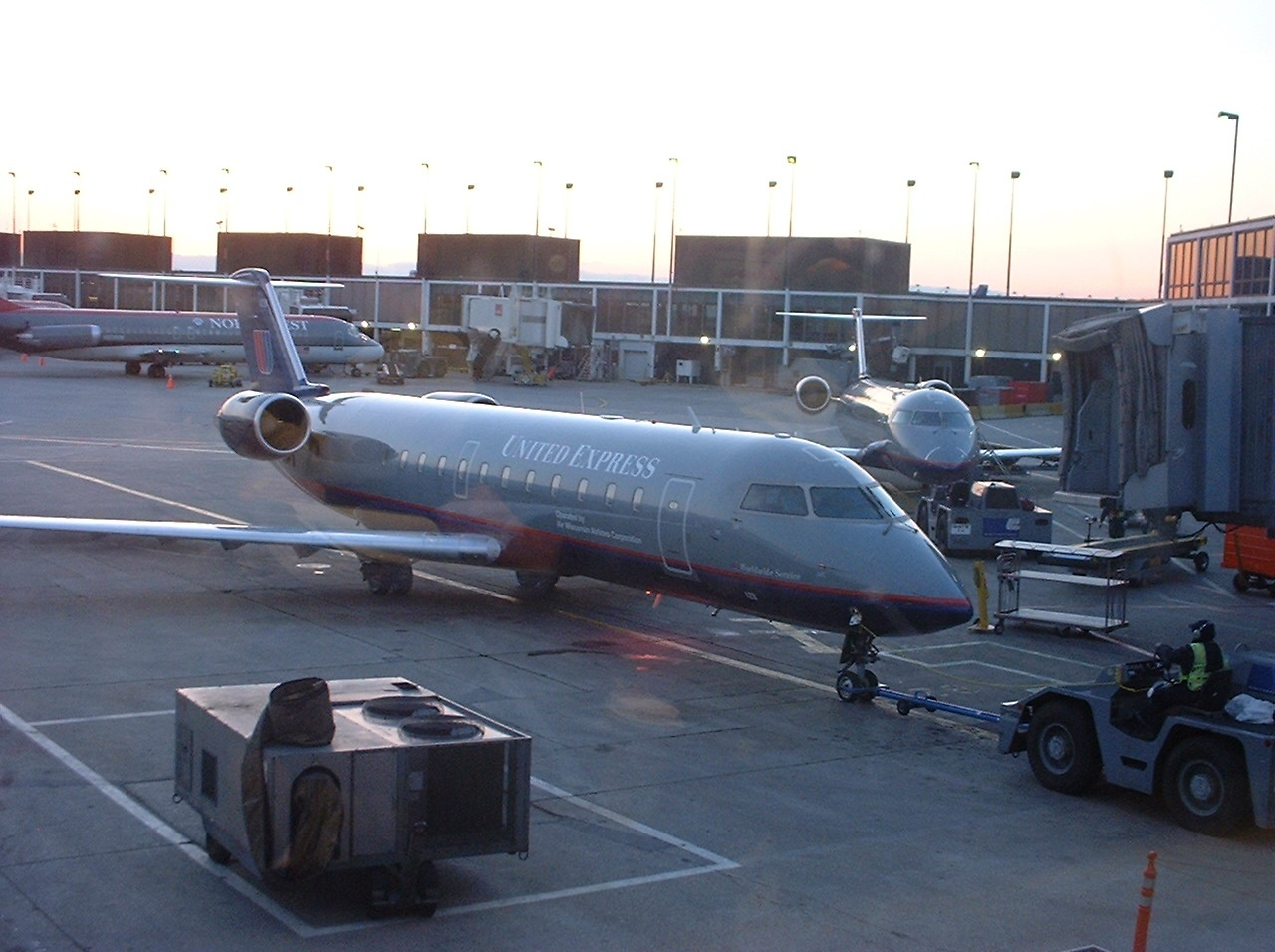
CRJ авиакомпании Air Wisconsin, руление на взлёт в Международном аэропорту О’Хара, Чикаго

## Пилотные базы
В настоящее время авиакомпания Air Wisconsin содержит базы для своих экипажей в следующих аэропортах США:
- Филадельфия — Международный аэропорт Филадельфии
- Арлингтон — Национальный аэропорт Вашингтона имени Рональда Рейгана
- Норфолк — Международный аэропорт Норфолк
- Нью-Йорк — Аэропорт Ла Гуардиа
- Роли/Дарем — Международный аэропорт Роли/Дарем

## Флот
По состоянию на июль 2021 года воздушный парк Air Wisconsin состоял из следующих самолётов:

## Авиапроисшествия и несчастные случаи
- 29 июня 1972 года. Рейс 671 Чикаго—Шебойган—Эпплтон. Самолёт De Havilland Canada DHC-6 Twin Otter (регистрационный номер N4043B) Air Wisconsin столкнулся в воздухе с Convair 580 авиакомпании North Central Airlines. Оба лайнера заходили на посадку в аэропорту Эпплтона в условиях визуального контроля, экипажи обоих самолётов не смогли определить местонахождение друг друга. Погибло 13 человек.[6][7]
- 12 июня 1980 года. Рейс 965 Эпплтон-Миннеаполис-Линкольн, Fairchild Swearingen Metroliner, регистрационный номер N6505. В режиме полёта в грозовых условиях произошёл отказ обоих двигателей, самолёт не смог спланировать сниз и разбился. Погибли все 12 человек.[8][9]